# Detlev Anton Renck

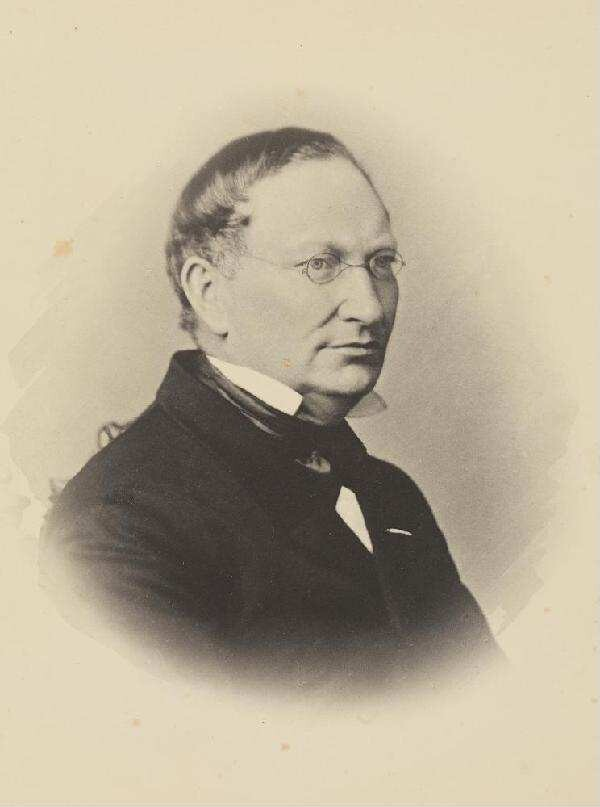
Detlev Anton Renck

Detlev Anton Renck (* 4. März 1809 in Neumünster; † 9. November 1867 ebenda) war ein holsteinischer Kaufmann und Politiker.

## Leben
Renck war Tuchfabrikant in Neumünster. Er war Agent der Altona-Kieler Eisenbahn-Gesellschaft und war führende Kraft bei der Errichtung der Nebenstrecke Rendsburg-Neumünstersche Eisenbahn. Er ließ Rencks Park anlegen, den seine Witwe Pauline Renck und sein Sohn Hans Lorenz Renck (1840–1893) der Stadt Neumünster schenkten.
In den Jahren 1853 und 1861 war er Mitglied der holsteinischen Ständeversammlung. Er wurde dort im 10ten städtischen Wahlbezirk gewählt. Von 1854 bis 1858 war er Mitglied des dänischen Reichsrates als einer der vier vom König ernannten Vertreter für das Herzogtum Holstein.
Er war Ritter des Dannebrogordens. 1863 wurde er zum Etatsrat ernannt.